# チャド・ジョーンズ
チャド・D・ジョーンズ（Chad D. Jones, 1988年10月5日 - ）はアメリカ合衆国のルイジアナ州ニューオーリンズ出身の元アメリカンフットボール選手・プロ野球選手。現在はMLB・シンシナティ・レッズ傘下所属。

## 経歴
高校を卒業後はルイジアナ州立大学へ進学。1年次の2007年には全14試合に出場し、34タックル、2サック、1インターセプトをあげた。この年チームは、BCSナショナル・チャンピオンシップ・ゲームで優勝した。2年次の2008年には、先発6試合を含む、13試合に出場し、50タックル、1インターセプトをあげた。
2010年のNFLドラフト3巡でニューヨーク・ジャイアンツに指名され、6月に契約を結んだが、その1週間後の6月25日午前6時15分頃、愛車のランドローバー・レンジローバーを運転していた彼は、車のコントロールを失い、路面電車用の溝にタイヤを取られて、路面電車に電気を供給する電柱柱に激突した。同乗していた2名は軽傷で済んだが、彼は左足の脛骨、腓骨を骨折するなど重傷を負った。当初足を切断する必要があると診断されたものの、切断はせずに済んだ。
ジャイアンツは、2011年に第46回スーパーボウルで優勝した。2012年5月、フィジカルテストの結果、ジャイアンツから解雇された。

## 野球歴
2007年、MLBドラフト13巡目（全体411位）でヒューストン・アストロズから指名されるも拒否し、ルイジアナ州立大学へ進学。2009年にはメンズ・カレッジ・ワールドシリーズを制覇した一員となった。
2010年、MLBドラフト50巡目（全体1509位）でミルウォーキー・ブルワーズから指名されたが拒否し、同じくドラフトで指名されていた、NFLのニューヨーク・ジャイアンツへ加入した。
2013年、MLBドラフト9巡目(全体285位)でシンシナティ・レッズから指名された。ルーキー級アリゾナリーグ・レッズで3試合に登板後、8月からルーキー級ビリングス・マスタングスでプレー。ルーキー級ビリングスでは13試合に登板し、1勝1敗、防御率8.76だった。

## 人物
兄のラヒム・アレム(Rahim Alem)は、2010年4月にドラフト外フリーエージェントでシンシナティ・ベンガルズと契約したが同年8月初めにベンガルズから解雇されており、NFLでのプレー経験はない。ルイジアナ州立大学ではチームメートだったこともある。兄とは別々に育った彼は、11歳の時にレストランで初めて対面した。